# Cerkev sv. Duha, Sveti Duh pri Škofji Loki
Cerkev svetega Duha je župnijska cerkev Župnije Sveti Duh pri Škofji Loki. Cerkev se v pisnih virih prvič omenja leta 1423; leta 1860 so jo popolnoma prezidali iz gotske cerkve z lesenim stropom v baročno, pri čemer so ohranili stene gotskega prezbiterija ter le delno izvorno poslikavo. Tako so na severni steni prezbiterija ohranjene podobe Kristusa s kelihom in hostijo, sveti Pavel, sveti Peter, sveti Jakob, sveti Tadej in sveti Andrej ter letnica 1456. Ostala poslikava je iz 19. stoletja in je delo Janeza Gosarja.
Veliki oltar ima leseni nastavek iz leta 1652. Nazadnje so cerkev preuredili med leti 1991 in 1992 po načrtih arhitekta Franceta Kvaternika.
Stranska oltarja sta iz leta 1861. Orgle je leta 1994 izdelala Škofijska orglarska delavnica iz Maribora.
Sedanji zvonik s čebulno baročno streho in tremi zvonovi je bil pozidan leta 1777. Na njem so konzervatorsko ohranjeni elementi izvorne poslikave.